# 查理斯·霍華·辛頓
查理斯·霍華·辛頓（英語：Charles Howard Hinton，1853年—1907年4月30日），英国数学家和作家，首次提出四维超正方体（tesseract）一词。

## 生平
辛顿在晚年担任美国专利局的化学专利审查员。1907年4月30日，他意外死于脑出血，享年54岁。在辛顿突然去世后，他的妻子玛丽·艾伦于1908年5月在华盛顿特区自杀。

## 家族
- 祖父：約翰·霍華德·辛頓（1791-1873）
- 父亲：詹姆士·辛頓（英语：James_Hinton_(surgeon)）（1822-1875）
- 妻子：Mary Boole Hinton（1856-1908）
- 岳父：乔治·布尔（1815-1864）
- 岳母：瑪麗·埃佛勒斯·布爾（1832-1916）
- 长子：George Hinton（1882-1943）
  - 孙子：H·E·辛頓（英语：H. E. Hinton）（1912-1977）
    - 曾孙：杰弗里·辛顿（1947-）
- 次子：Eric Hinton（1884-？）
- 三子：William Hinton（1886-1909）
- 四子：Sebastian Hinton（1887-1923）
  - 孙子：韩丁（1919-2004）
    - 曾孙女：韩倞（1949-）

  - 孙女：寒春（1921-2010）
    - 曾外孙：阳和平（1952-）

## 影响
Hinton倡导将四維超正方體作为一种感知更高维度的手段，由此催生了一系列科幻小说，幻想和精神作品，这些作品类似地将四維超正方體称为理解并感知更高维度的方式，包括
Charles Leadbeater'的Clairvoyance (1899), Claude Bragdon的A Primer of Higher Space (1913)，Algernon Blackwood's的Victim of Higher Space (1914), 霍华德·菲利普斯·洛夫克拉夫特的The Shadow Out of Time (1935)，羅伯特·海萊因的"—And He Built a Crooked House—" (1941)，馬德琳·恩格爾的A Wrinkle in Time (1962)，和克里斯托弗·诺兰的电影星际穿越 (2014).